# József Tabaka
József Tabaka (ur. 17 września 1989 w Debreczynie) – węgierski żużlowiec.

## Życiorys
Czterokrotny medalista indywidualnych mistrzostw Węgier: dwukrotnie złoty (2010, 2012) oraz dwukrotnie brązowy (2009, 2011). 
Wielokrotny reprezentant Węgier na arenie międzynarodowej. Finalista indywidualnych mistrzostw Europy juniorów (Częstochowa 2007 – jako rezerwowy). Dwukrotny srebrny medalista klubowego Pucharu Europy (Slaný 2008, Miszkolc 2010). Finalista indywidualnych mistrzostw świata juniorów (Goričan 2009 – XIII miejsce). Dwukrotny finalista indywidualnych mistrzostw Europy (Togliatti 2009 – XIV miejsce, Równe 2011 – VIII miejsce). Dwukrotny finalista mistrzostw Europy par (Miszkolc 2009 – IV miejsce, Piła 2011 – srebrny medal).  
W lidze polskiej reprezentant klubów: Speedway Miszkolc (2006–2010), Wanda Kraków (2011–2012) oraz KSM Krosno (2013–2014).